# Adolf Friedrich Stenzler
Adolf Friedrich Stenzler (9 de julio de 1807 - 27 de febrero de 1887) fue un indólogo alemán.

## Trayectoria
Estudió teología y lenguas orientales en la Universidad de Greifswald con Johann Gottfried Ludwig Kosegarten (1792-1860), continuó en la Universidad de Berlín con Franz Bopp (1791-1861) y en la Universidad de Bonn con August Wilhelm Schlegel (1767-1845). En 1829 obtuvo el doctorado, y prosiguió sus estudios en París, con Antoine-Léonard de Chézy (1773-1832) y Silvestre de Sacy (1758-1838). En 1833 fue nombrado professor de idiomas orientales en la Universidad de Breslau. Allí enseñó árabe, persa y sánscrito. 
Stenzler fue un pionero del estudio del sánscrito en Alemania. In 1868 publicó su texto más conocido, una gramática del sáncrito, titulada Elementarbuch der Sanskrit-Sprache.